# 王路明
王路明（1920年—2002年），原名牟景周，男，直隶（今河北）东光人，中华人民共和国政治人物，曾任黑龙江省人民政府副省长，中共黑龙江省顾问委员会主任，第五届全国人大代表。